# Jari Huttunen
Jari Huttunen (Kiuruvesi, 28 febbraio 1994) è un pilota di rally finlandese.

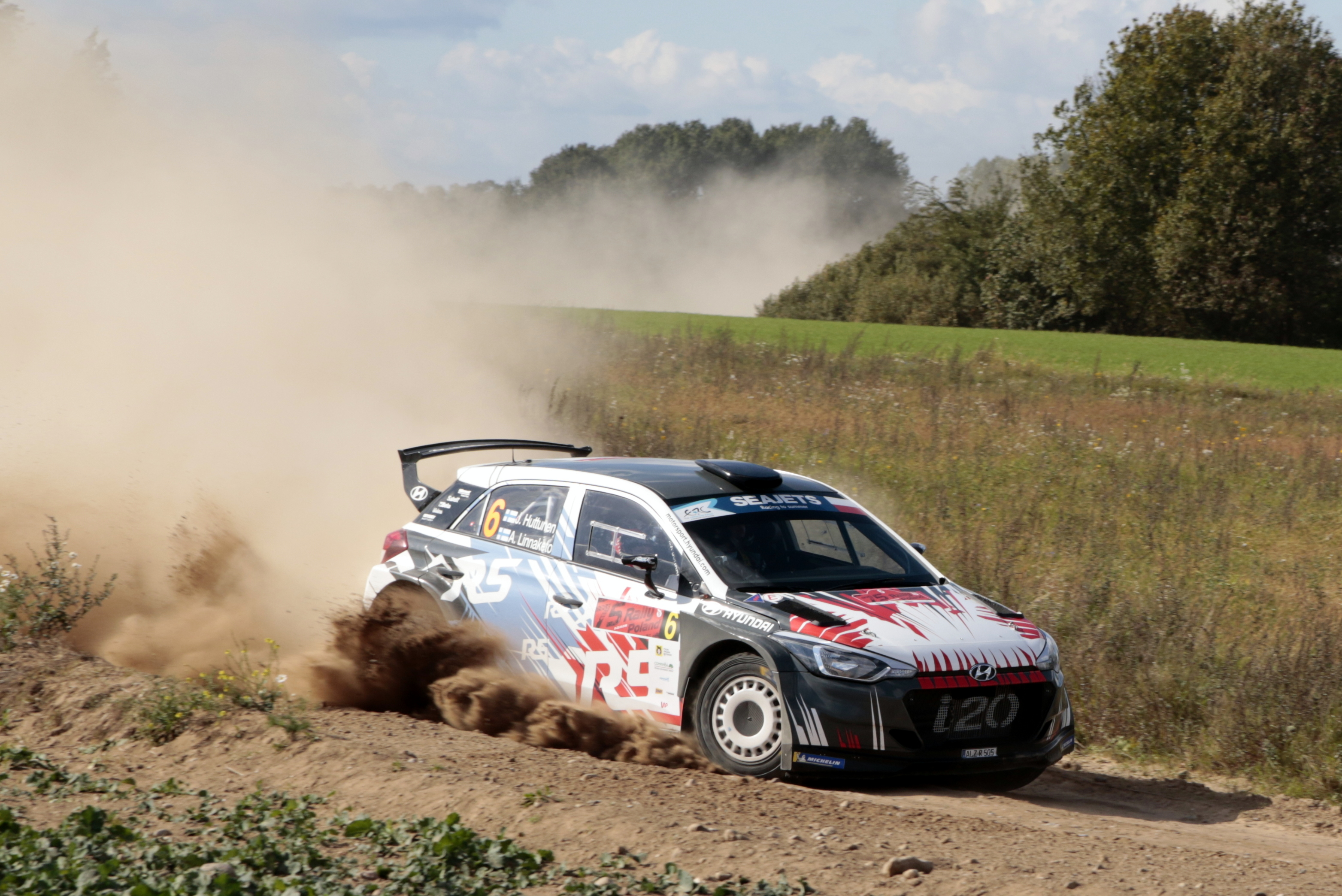
Huttunen al rally di Polonia 2018 su Hyundai i20 R5

Il primo risultato è arrivato all'European Rally Championship-3 2017, dove con Opel Rallye Junior Team	a bordo di una Opel Adam R2 è arrivato terzo nella classifica generale.
Nel 2020 ha vinto insieme al co-pilota Mikko Lukka il campionato WRC-3 su Hyundai i20 R5.

## Palmarès
- World Rally Championship-3: 1
2020 su Hyundai i20 R5

### Vittorie nel mondiale rally

#### WRC-3
| # | Stagione | Evento            | Co-pilota   | Auto           |
| - | -------- | ----------------- | ----------- | -------------- |
| 1 | 2020     | Rally di Svezia   | Mikko Lukka | Hyundai i20 R5 |
| 2 | 2020     | Rally di Sardegna | Mikko Lukka | Hyundai i20 R5 |

#### WRC-2
| # | Stagione | Evento             | Co-pilota       | Auto                 | Squadra              |
| - | -------- | ------------------ | --------------- | -------------------- | -------------------- |
| 1 | 2017     | Rally di Finlandia | Antti Linnaketo | Škoda Fabia R5       | Printsport Oy        |
| 2 | 2021     | Rally di Sardegna  | Mikko Lukka     | Hyundai i20 R5       | Hyundai Motorsport N |
| 3 | 2021     | Rally di Ypres     | Mikko Lukka     | Hyundai i20 N Rally2 | Hyundai Motorsport N |
| 4 | 2021     | Rally di Monza     | Mikko Lukka     | Ford Fiesta Rally2   | M-Sport Ford WRT     |

## Risultati nel mondiale rally

### Risultati Junior WRC
| 2015 | Scuderia                | Vettura             |  |  |  |  |  |  |  |   |  |  |  |  |  |  |  |  | Punti | Pos. |
| ---- | ----------------------- | ------------------- |  |  |  |  |  |  |  | - |  |  |  |  |  |  |  |  | ----- | ---- |
| 2015 | AKK Sports Team Finland | Citroën DS3 R3T Max |  |  |  |  |  |  |  | 7 |  |  |  |  |  |  |  |  | 6     | 17º  |

| Legenda | 1º posto | 2º posto | 3º posto | A punti | Senza punti | Ritirato | Squalificato | NP=Non partito C=Gara cancellata | Apice=Power stage |

### Risultati WRC-3
| 2015 | Scuderia                | Vettura             |  |  |  |  |  |  |  |   |  |  |  |  |  |  | Punti | Pos. |
| ---- | ----------------------- | ------------------- |  |  |  |  |  |  |  | - |  |  |  |  |  |  | ----- | ---- |
| 2015 | AKK Sports Team Finland | Citroën DS3 R3T Max |  |  |  |  |  |  |  | 8 |  |  |  |  |  |  | 4     | 23º  |

| 2020 | Scuderia | Vettura        |  |   |  |   |  |   |   |  |  |  |  |  |  |  | Punti | Pos. |
| ---- | -------- | -------------- |  | - |  | - |  | - | - |  |  |  |  |  |  |  | ----- | ---- |
| 2020 |          | Hyundai i20 R5 |  | 1 |  | 2 |  | 1 | 3 |  |  |  |  |  |  |  | 83    | 1º   |

| Legenda | 1º posto | 2º posto | 3º posto | A punti | Senza punti | Ritirato | Squalificato | NP=Non partito C=Gara cancellata | Apice=Power stage |

### Risultati WRC-2
| 2017 | Scuderia      | Vettura        |  |  |  |  |  |  |  |  |   |  |  |  |  |  | Punti | Pos. |
| ---- | ------------- | -------------- |  |  |  |  |  |  |  |  | - |  |  |  |  |  | ----- | ---- |
| 2017 | Printsport Oy | Skoda Fabia R5 |  |  |  |  |  |  |  |  | 1 |  |  |  |  |  | 25    | 16º  |

| 2018 | Scuderia            | Vettura        |  |   |   |  |  |    |  |   |    |  |   |    |  |  | Punti | Pos. |
| ---- | ------------------- | -------------- |  | - | - |  |  | -- |  | - | -- |  | - | -- |  |  | ----- | ---- |
| 2018 | Hyundai Motorsports | Hyundai i20 R5 |  | 6 | 6 |  |  | 12 |  | 2 | 12 |  | 4 | 11 |  |  | 46    | 8º   |

| 2019 | Scuderia | Vettura                       |  |     |  |  |  |  |     |  |   |  |  |  |  |  | Punti | Pos. |
| ---- | -------- | ----------------------------- |  | --- |  |  |  |  | --- |  | - |  |  |  |  |  | ----- | ---- |
| 2019 |          | Škoda Fabia R5 Hyundai i20 R5 |  | Rit |  |  |  |  | Rit |  | 2 |  |  |  |  |  | 18    | 18º  |

| 2021 | Scuderia                                | Vettura                                                   |  |     |  |  |   |  |     |   |  |   |     |   |  |  | Punti | Pos. |
| ---- | --------------------------------------- | --------------------------------------------------------- |  | --- |  |  | - |  | --- | - |  | - | --- | - |  |  | ----- | ---- |
| 2021 | Hyundai Motorsport N e M-Sport Ford WRT | Hyundai i20 R5, Hyundai i20 N Rally2 e Ford Fiesta Rally2 |  | Rit |  |  | 1 |  | Rit | 1 |  | 3 | Rit | 1 |  |  | 107   | 3º   |

| 2022 | Scuderia         | Vettura            |  |   |    |  |   |  |   |  |     |  |  |   |  |  | Punti | Pos. |
| ---- | ---------------- | ------------------ |  | - | -- |  | - |  | - |  | --- |  |  | - |  |  | ----- | ---- |
| 2022 | M-Sport Ford WRT | Ford Fiesta Rally2 |  | 3 | 18 |  | 3 |  | 4 |  | Rit |  |  | 5 |  |  | 55    | 8º   |

| 2023 | Scuderia | Vettura                              |  |     |  |  |  |  |  |  |     |  |  |  |  |  | Punti | Pos. |
| ---- | -------- | ------------------------------------ |  | --- |  |  |  |  |  |  | --- |  |  |  |  |  | ----- | ---- |
| 2023 |          | Škoda Fabia R5 Škoda Fabia RS Rally2 |  | Rit |  |  |  |  |  |  | Rit |  |  |  |  |  | 0     |      |

| Legenda | 1º posto | 2º posto | 3º posto | A punti | Senza punti | Ritirato | Squalificato | NP=Non partito C=Gara cancellata | Apice=Power stage |

### Risultati WRC
| 2015 | Scuderia                | Vettura             |  |  |  |  |  |  |  |    |  |  |  |  |  |  |  |  | Punti | Pos. |
| ---- | ----------------------- | ------------------- |  |  |  |  |  |  |  | -- |  |  |  |  |  |  |  |  | ----- | ---- |
| 2015 | AKK Sports Team Finland | Citroën DS3 R3T Max |  |  |  |  |  |  |  | 42 |  |  |  |  |  |  |  |  | 0     |      |

| 2017 | Scuderia                                   | Vettura                                    |  |  |  |  |  |  |  |  |    |    |  |     |  |  |  |  | Punti | Pos. |
| ---- | ------------------------------------------ | ------------------------------------------ |  |  |  |  |  |  |  |  | -- | -- |  | --- |  |  |  |  | ----- | ---- |
| 2017 | Printsport Oy ADAC Opel Rallye Junior Team | Škoda Fabia R5 Opel Adam R2 Hyundai i20 R5 |  |  |  |  |  |  |  |  | 11 | 26 |  | Rit |  |  |  |  | 0     |      |

| 2018 | Scuderia           | Vettura        |  |    |    |  |  |    |  |    |    |  |    |    |  |  |  |  | Punti | Pos. |
| ---- | ------------------ | -------------- |  | -- | -- |  |  | -- |  | -- | -- |  | -- | -- |  |  |  |  | ----- | ---- |
| 2018 | Hyundai Motorsport | Hyundai i20 R5 |  | 18 | 18 |  |  | 25 |  | 12 | 27 |  | 12 | 23 |  |  |  |  | 0     |      |

| 2019 | Scuderia | Vettura                       |  |     |  |  |  |  |     |  |    |  |  |  |  |  |  |  | Punti | Pos. |
| ---- | -------- | ----------------------------- |  | --- |  |  |  |  | --- |  | -- |  |  |  |  |  |  |  | ----- | ---- |
| 2019 |          | Škoda Fabia R5 Hyundai i20 R5 |  | Rit |  |  |  |  | Rit |  | 11 |  |  |  |  |  |  |  | 0     |      |

| 2020 | Scuderia | Vettura        |  |    |  |    |  |   |   |  |  |  |  |  |  |  |  |  | Punti | Pos. |
| ---- | -------- | -------------- |  | -- |  | -- |  | - | - |  |  |  |  |  |  |  |  |  | ----- | ---- |
| 2020 |          | Hyundai i20 R5 |  | 10 |  | 11 |  | 8 | 8 |  |  |  |  |  |  |  |  |  | 9     | 14º  |

| 2021 | Scuderia                              | Vettura                                                |  |     |  |  |   |  |     |    |  |    |     |    |  |  |  |  | Punti | Pos. |
| ---- | ------------------------------------- | ------------------------------------------------------ |  | --- |  |  | - |  | --- | -- |  | -- | --- | -- |  |  |  |  | ----- | ---- |
| 2021 | Hyundai Motorsport N M-Sport Ford WRT | Hyundai i20 R5 Hyundai i20 N Rally2 Ford Fiesta Rally2 |  | Rit |  |  | 5 |  | Rit | 19 |  | 11 | Rit | 14 |  |  |  |  | 10    | 16º  |

| 2022 | Scuderia         | Vettura                                    |  |   |    |  |    |  |    |   |     |  |  |    |  |  |  |  | Punti | Pos. |
| ---- | ---------------- | ------------------------------------------ |  | - | -- |  | -- |  | -- | - | --- |  |  | -- |  |  |  |  | ----- | ---- |
| 2022 | M-Sport Ford WRT | Ford Fiesta Rally2 Ford Puma Rally1 Hybrid |  | 9 | 28 |  | 10 |  | 11 | 9 | Rit |  |  | 15 |  |  |  |  | 5     | 26º  |

| 2023 | Scuderia | Vettura                              |  |     |  |  |  |  |  |  |     |  |  |  |  |  |  |  | Punti | Pos. |
| ---- | -------- | ------------------------------------ |  | --- |  |  |  |  |  |  | --- |  |  |  |  |  |  |  | ----- | ---- |
| 2023 |          | Škoda Fabia R5 Škoda Fabia RS Rally2 |  | Rit |  |  |  |  |  |  | Rit |  |  |  |  |  |  |  | 0     |      |

| Legenda | 1º posto | 2º posto | 3º posto | A punti | Senza punti | Ritirato | Squalificato | NP=Non partito C=Gara cancellata | Apice=Power stage |